# 夜間遠足
《夜間遠足》（日語：夜のピクニック）是日本作家恩田陸的青春小說。獲得第2屆書店大獎、第26屆吉川英治文學新人獎。2004年7月30日由新潮社出版發售，獲得『書的雜志』2004年度十大最佳小說第1名。2006年改編成真人版電影在日本上映。

## 故事設定
全校學生24小時走80公里的高中傳統活動「步行節」即將舉行。3年級的甲田貴子，并非愛慕，而是其他某個理由想接近同班同學西脇融，可是一次都沒有說過話。二人不自然的情況，被同學們誤解。甲田貴子在這最後的步行節，1年1度的特別的這天，自己做了個賭注...。

## 登場人物
西脇融
網球部。和同班同學甲田貴子是同父異母兄妹。
甲田貴子
和同班同學西脇融同父異母兄妹。母親是單身母親。
戸田忍
融的好友。游泳部。以前與內堀涼子交往過。
遊佐美和子
貴子的好友。點心舖的女兒。
榊杏奈
貴子的好友，歸國子女。現在在美國。
後藤梨香
融和貴子的同學。以早稻田大學學習演劇為目標。對戸田的事很好奇。
梶谷千秋
融和貴子的同學。喜歡忍。
榊順彌
杏奈的弟弟。突然參加步行祭。實際上去年也有來。
高見光一郎
融和貴子的同學。因為白天像死了一樣地安靜被取了「Zombie」的綽號。
内堀涼子
戶田忍的前女友。好像瞄準著融的事。被忍稱為超愛盤算的女人。

## 電影

### 主要演員
- 甲田貴子：多部未華子
- 西脇融：石田卓也
- 戸田忍：郭智博
- 遊佐美和子：西原亞希
- 後藤梨香：貫地谷栞
- 梶谷千秋：松田まどか
- 高見光一郎：柄本佑
- 内堀亮子：高部あい
- 榊杏奈：加藤羅莎
- 榊順弥：池松壮亮
- 矢部（野球部員）：海老澤健次
- さくら（實行委員）：近野成美
- 藤巻（教師）：嶋田久作
- 校長：田山涼成
- 貴子の母：南果步

### 制作人員
- 主題歌：MONKEY MAJIK「フタリ」
- 導演：長澤雅彦
- 編劇：長澤雅彦、三澤慶子
- 音楽：REMEDIOS、DAKOTA STAR
- 製片人：上原英和
- 企画：牛山拓二、武部由實子

## 外部連結
- 電影官方網站（日語）